# Santo Domingo (Dominikai Köztársaság)
Santo Domingo a Dominikai Köztársaság fővárosa és egyben legnépesebb városa, mely az ország déli részén, a Karib-tenger partján fekszik. Havanna után a Karib-térség második legnagyobb városa.

## Földrajza
A Nagy-Antillákhoz tartozó Hispaniola keleti részén fekvő Dominikai Köztársaság fővárosa. Az Ozama folyó Karib tengeri torkolatánál, a trópusi övben fekszik.

### Éghajlata
Éghajlata trópusi; állandóan meleg, fülledt, a páratartalom 75-80%-os. Az évi középhőmérséklet 26 °C. A hónapok közül az augusztus a legmelegebb; átlag 27 °C, a leghűvösebb pedig a január, átlag 24 °C. A csapadék bőséges (1400 mm körüli), melynek nagyobb része a májustól novemberig tartó nyári évszakra jut.
| Hónap                                                            | Jan. | Feb. | Már. | Ápr. | Máj. | Jún. | Júl. | Aug. | Szep. | Okt. | Nov. | Dec. | Év   |
| ---------------------------------------------------------------- | ---- | ---- | ---- | ---- | ---- | ---- | ---- | ---- | ----- | ---- | ---- | ---- | ---- |
| Rekord max. hőmérséklet (°C)                                     | 32,5 | 32,4 | 33,0 | 34,5 | 39,5 | 35,7 | 36,0 | 35,0 | 35,0  | 35,3 | 33,8 | 33,0 | 39,5 |
| Átlagos max. hőmérséklet (°C)                                    | 29,2 | 29,2 | 29,6 | 30,2 | 30,4 | 30,8 | 31,3 | 31,5 | 31,4  | 31,1 | 30,6 | 29,6 | 30,4 |
| Átlaghőmérséklet (°C)                                            | 24,4 | 24,5 | 24,9 | 25,7 | 26,3 | 26,9 | 27,1 | 27,1 | 27,1  | 26,7 | 26,0 | 25,0 | 26,0 |
| Átlagos min. hőmérséklet (°C)                                    | 19,6 | 19,7 | 20,2 | 21,1 | 22,2 | 22,9 | 22,8 | 22,7 | 22,7  | 22,3 | 21,4 | 20,3 | 21,5 |
| Rekord min. hőmérséklet (°C)                                     | 13,0 | 13,5 | 14,0 | 16,8 | 16,0 | 18,6 | 18,5 | 18,6 | 19,4  | 18,0 | 16,7 | 15,3 | 13,0 |
| Átl. csapadékmennyiség (mm)                                      | 63   | 56   | 53   | 72   | 187  | 140  | 144  | 177  | 180   | 186  | 99   | 84   | 1441 |
| Havi napsütéses órák száma                                       | 229  | 231  | 257  | 252  | 244  | 234  | 229  | 238  | 222   | 207  | 219  | 204  | 2766 |
| Forrás: World Meteorological Organization, Hong Kong Observatory |      |      |      |      |      |      |      |      |       |      |      |      |      |

## Történelem

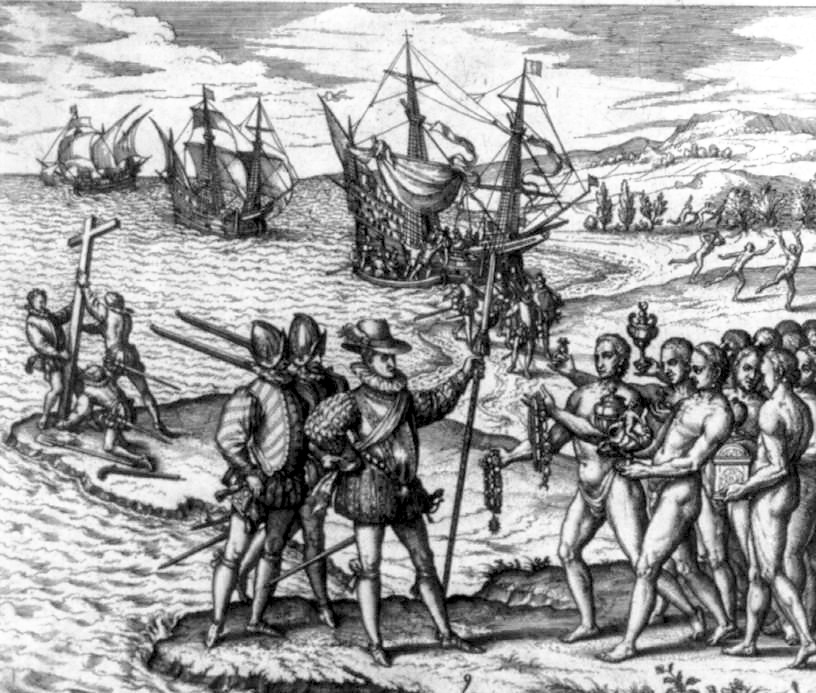
Kolumbusz kiköt Hispaniolában

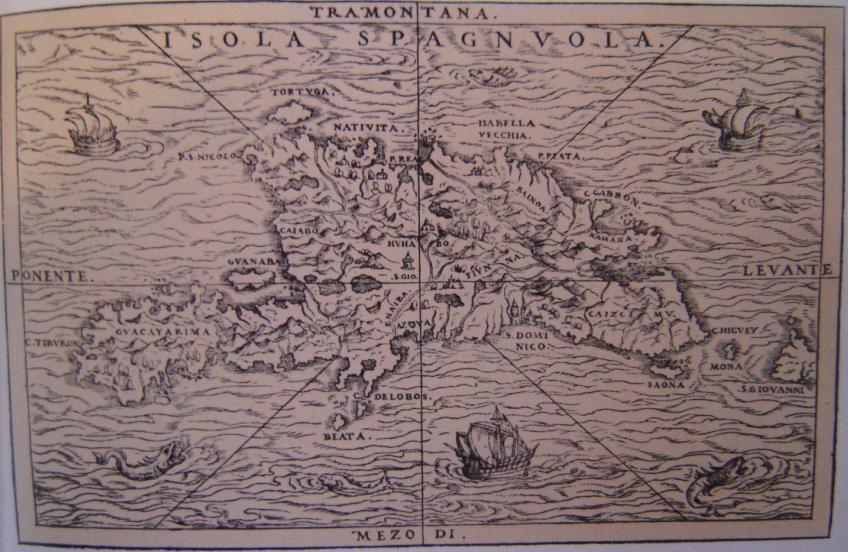
Santo Domingo egy régi metszeten

1492. december 5-én Kolumbusz fedezte fel Hispaniola szigetét.
A város alapításának ideje 1496. augusztus 4., így Santo Domingo az Újvilág legrégebbi állandóan lakott települése.
A város elnevezésével a fiatalabb Kolombusz testvér kívánt emléket állítani édesapjuknak, amikor az első településnek apjáról és védőszentjéről a Santo Domingo de Guzmán nevet adta.
1509-ben az első spanyol gyarmati alkirályság székhelye lett. Az expedíciók innen indultak Mexikó, Peru és Kuba meghódítására. Ekkortájt építették az öblöt és a várost védő Alcázar és Fortaleza erődöket is.
Mexikó és Peru meghódítása után Santo Domingo fokozatosan vesztette el jelentőségét.
1586-ban Sir Francis Drake kalózai pusztítottak a városban.
A 19. század elejére és közepére a spanyol és franciaellenes függetlenségi harcok voltak jellemzők, melyek csak 1865-ben zárultak le.
A függetlenségi harcok időszaka után megindult az, melyet iparosodás, és a város gyors növekedése.
1936-ban a város nevét Dominika diktátora, Rafael Leonidas Trujillo után Ciudad Trujillóra (Trujillováros) változtatták.
1962-ben a diktatúra megdöntése után kapta vissza régi nevét.

## Gazdaság
Santo Domingo az ország egyetlen milliós lakosságú nagyvárosa, ipari, kereskedelmi központja, de itt van az ország legnagyobb kikötője is, és egyben a déli partvidék gazdasági központja.
Trópusi mezőgazdasági termékeit feldolgozó ipara, cukor-, szesz-, sör-, növényolaj- és textilipara mellett országos jelentőségű acél-, cement-, és üveggyártása, fémfeldolgozó- és vegyipara is.
A főváros, melyben az ország lakosságának egynegyede él, az ipar termelési értékének egyharmadát szolgáltatja.
A város új kikötőjét, a Río Hainát az Ozama folyó torkolatában fekvő régi kikötőtől 15 km-re nyugatra építették fel. (A régi kikötőbe ugyanis csak kisebb merülésű hajók futhattak be a torkolat előtti rekesztőzátony miatt). Az új kikötő már nagy tengerjáró hajók fogadására is alkalmas. Az ország fő exportcikkeit, a vasércet, a cukrot, a kakaót, a kávét, a dohányt, a bauxitot stb. is itt rakják hajóra. A Dominikai Köztársaság kivitelének csaknem a felét, behozatalának pedig négyötödét bonyolítják le Santo Domingo kikötői.
A főváros fontos légiforgalmi csomópont is. A Las Américas nemzetközi repülőtér a várostól 25 kilométerre keletre fekszik.

## Közlekedés

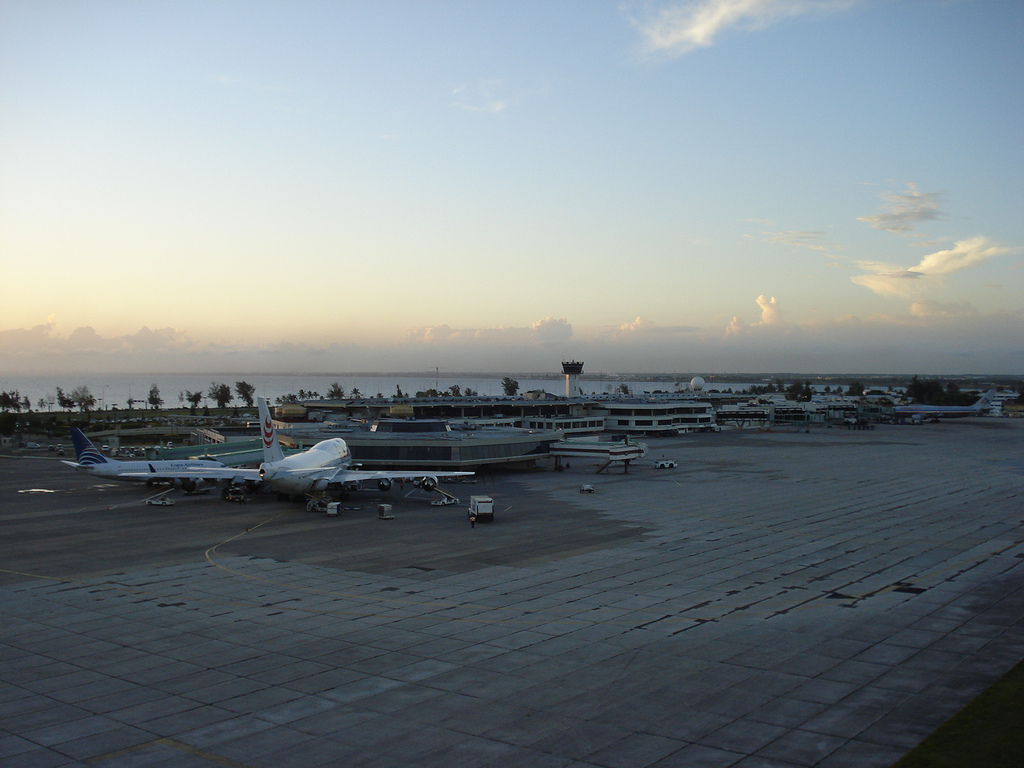
Las Américas nemzetközi repülőtér

### Metró
A városban 2008. december 22-én adták át a Karib-térség második metróvonalát. A város tervezi a metróhálózat kiépítését, ennek első eleme a 14,5 km hosszú, összesen 16 állomással megépített első vonal. A vonalon a francia Alstom cég Metropolis típusú 19 darab 3 kocsis (17 szerelvény szükséges a napi üzemhez) szerelvényei közlekednek csúcsidőben 3 percenként. 

### Légi
Két nemzetközi repülőtér található a közelben:
- Las Américas nemzetközi repülőtér
- La Isabela nemzetközi repülőtér

## Kultúra
A város tudományos intézményei, múzeumai, színházai és könyvtárai révén az ország kulturális életében is vezető szerepet tölt be.
A város múzeumai többek között: Királyi múzeum, Alcázar de Colón, Dominikai Ember Múzeuma, Szépművészeti Galéria.
Színházai: Nemzeti Színház, Operaház.

## Oktatás
1538-ban itt alapították meg a földrész legelső egyetemét.
A városban az alábbi egyetemek működnek:
- Universidad Autónoma de Santo Domingo
- Universidad Adventista Dominicana
- Universidad APEC
- Instituto Tecnológico de Santo Domingo
- Universidad del Caribe
- Universidad Iberoamericana
- Universidad Católica de Santo Domingo
- Universidad de la Tercera Edad
- Universidad Tecnológica de Santiago
- Universidad Nacional Pedro Henríquez Ureña
- Instituto de Ciencias Exactas
- Universidad Organización y Método
- Universidad Interamericana
- Universidad Eugenio María de Hostos
- Universidad Francisco Henríquez y Carvajal
- Universidad Instituto Cultural Domínico Americano
- Pontificia Universidad Católica Madre y Maestra
- Instituto Tecnológico de las Américas

## Képek

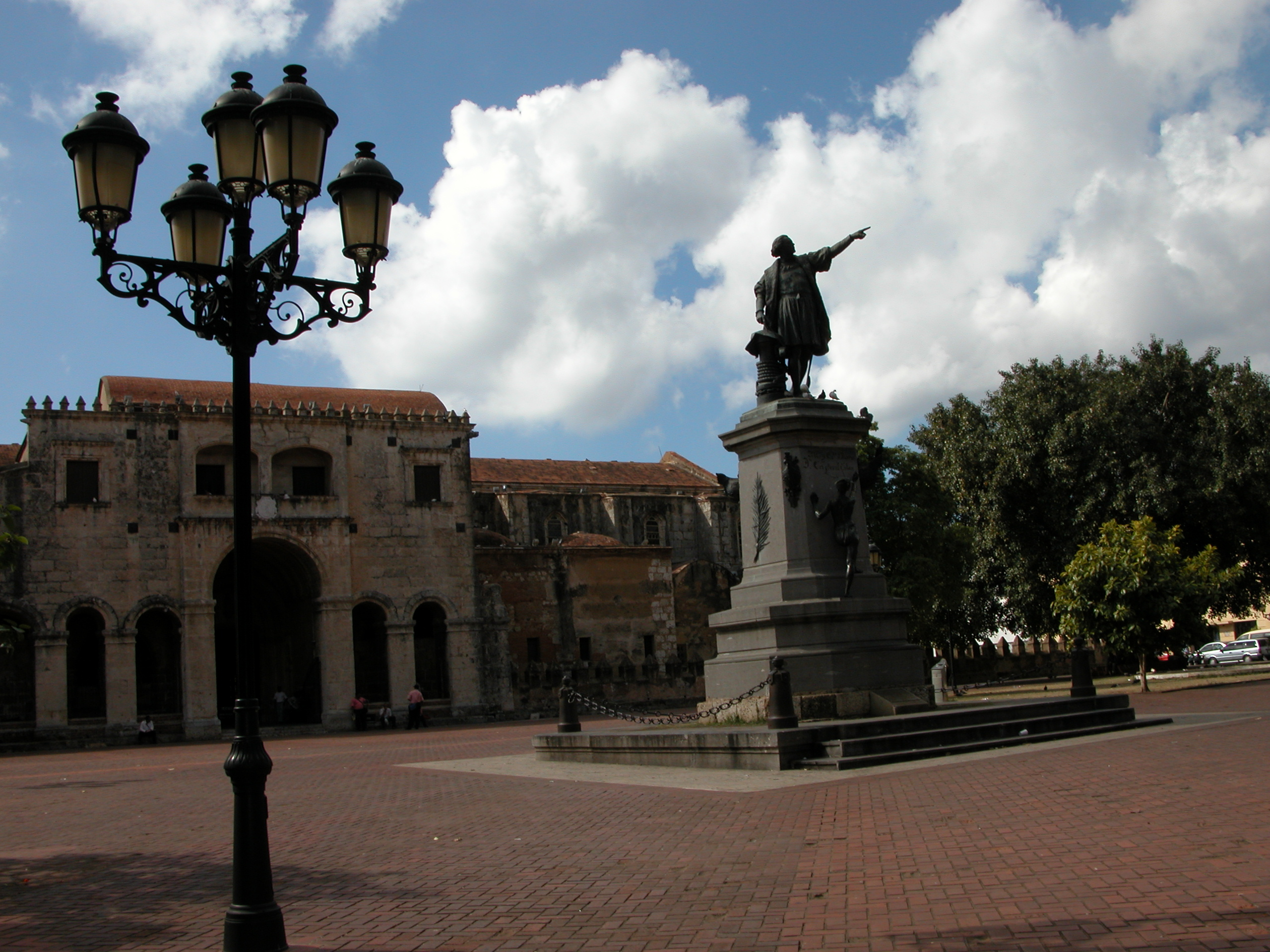
A Parque Colón
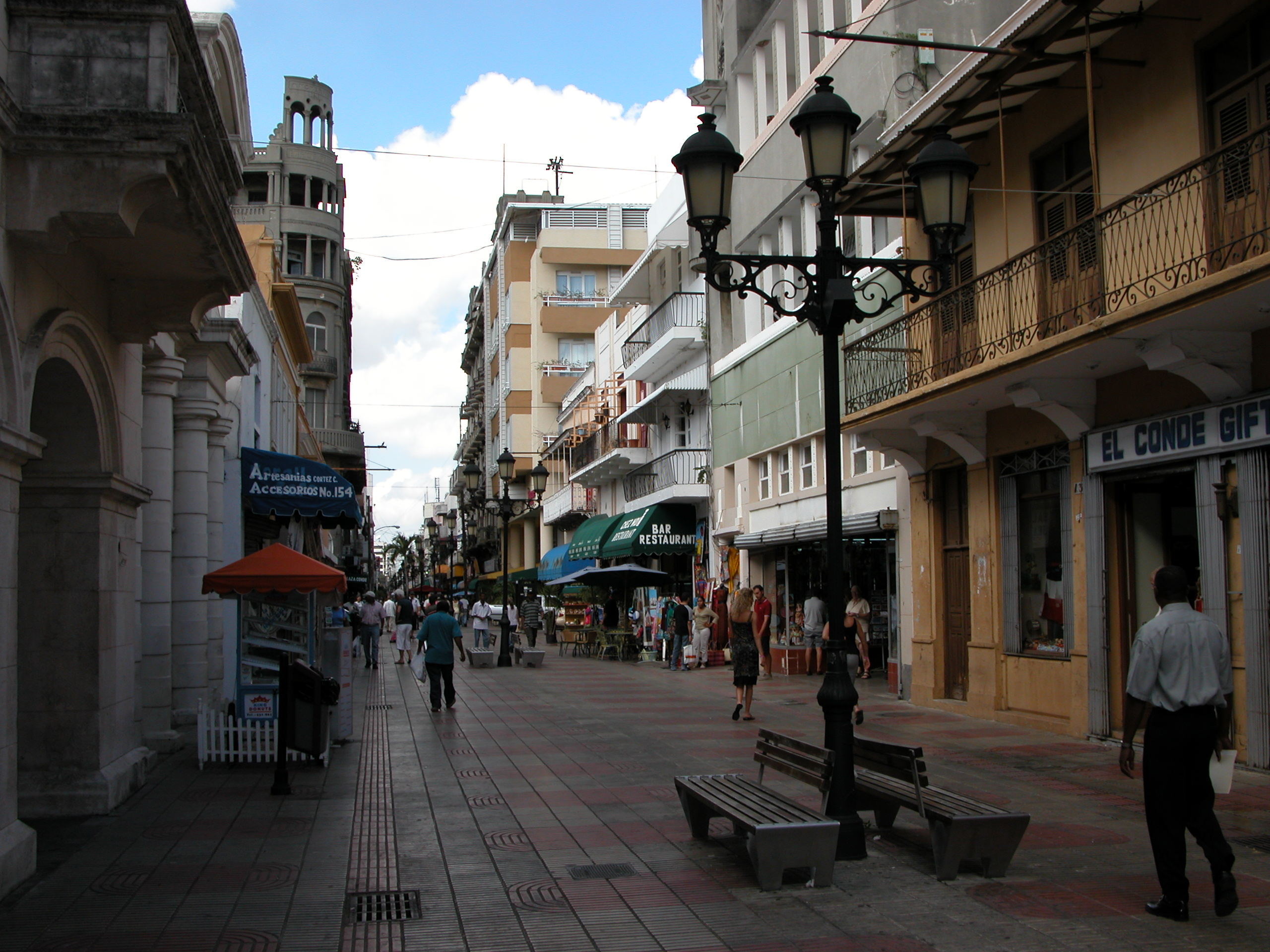
Az El Conde
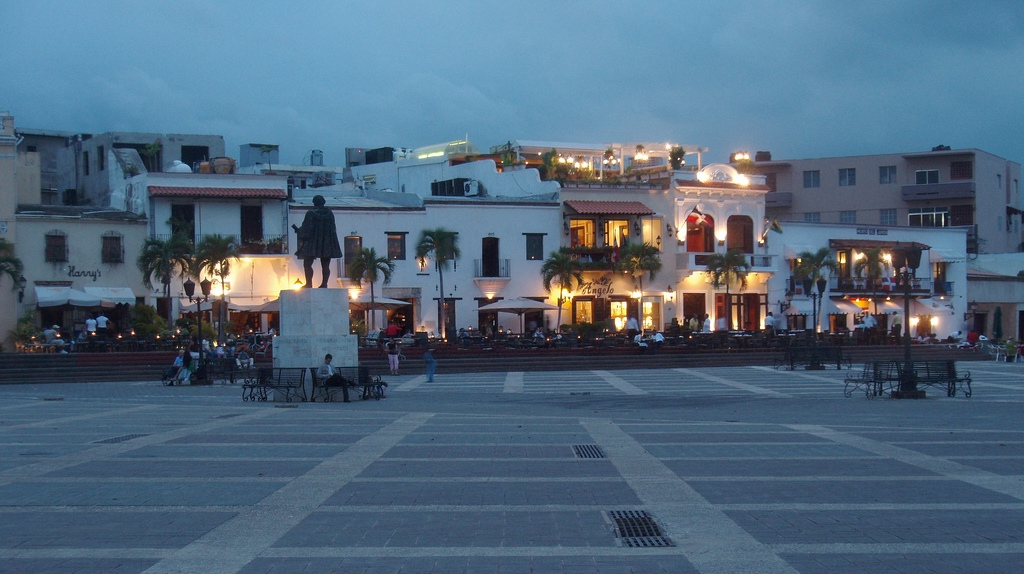
A Plaza España
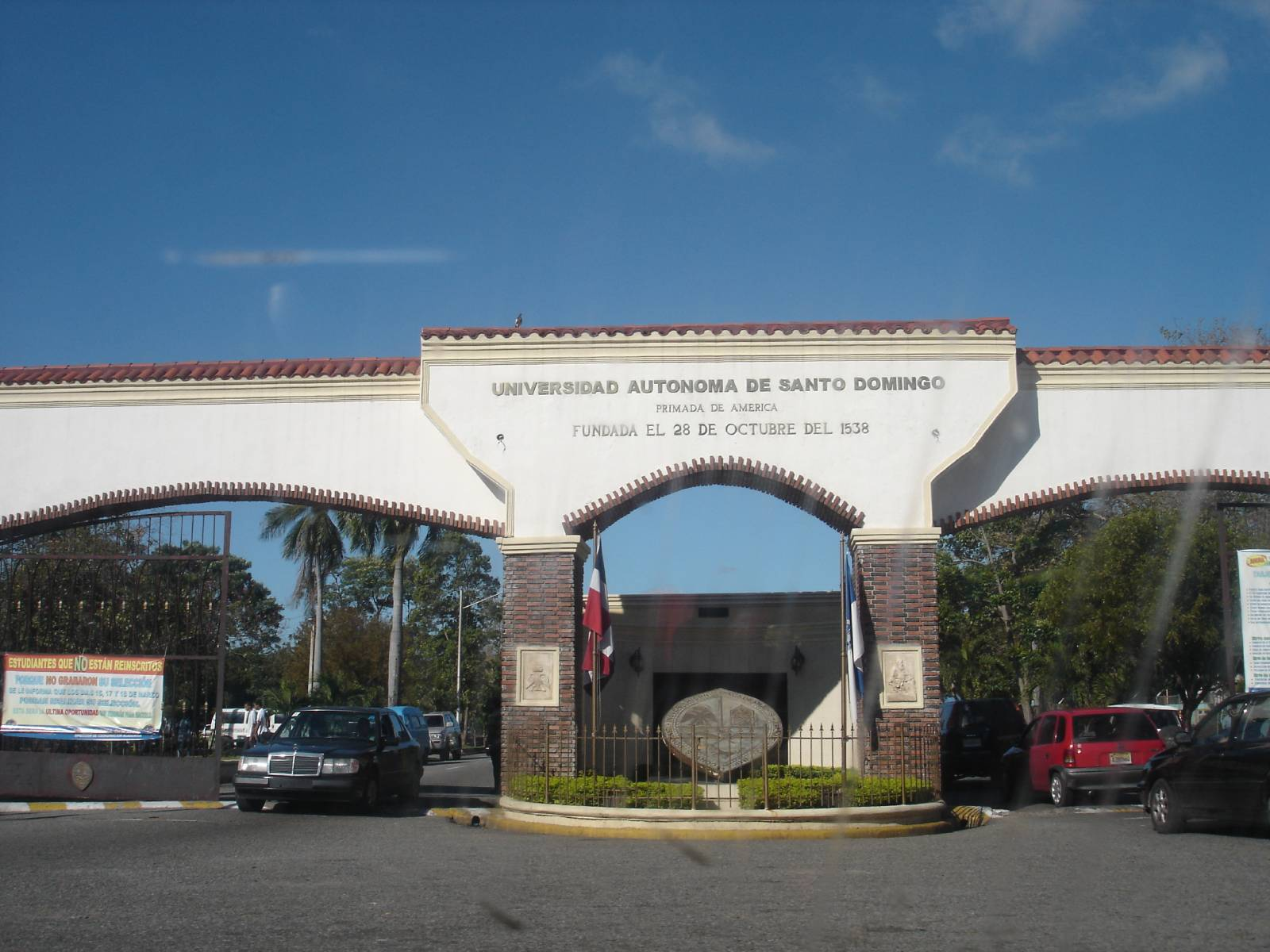
Az Universidad Autónoma de Santo Domingo
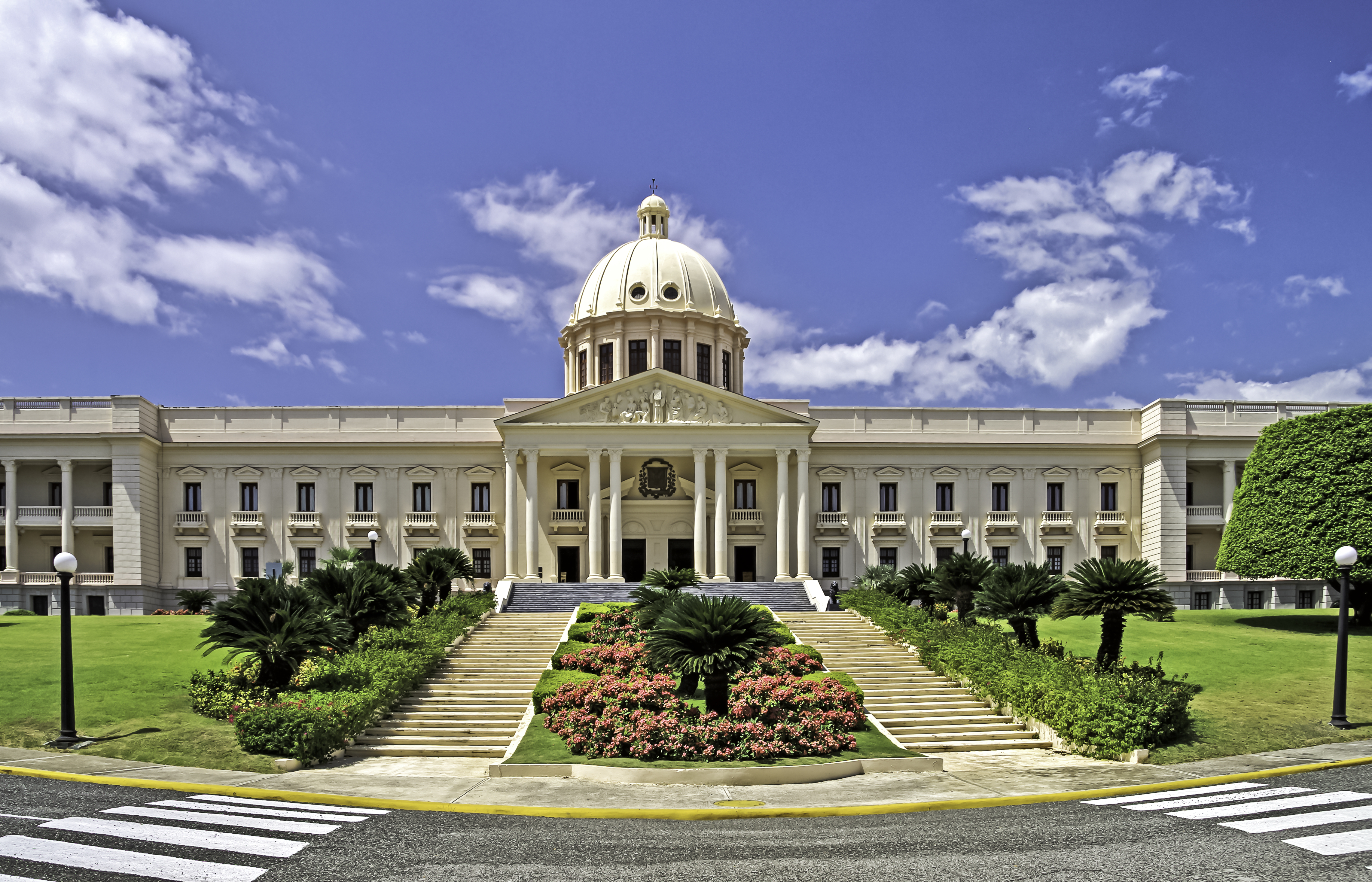
A Nemzeti Palota

## Testvértelepülések
| - Asunción, Paraguay - Buenos Aires, Argentína (1991) - Barcelona, Spanyolország - Berlin, Németország - Bern, Svájc - Bogotá, Kolumbia - Boston, USA - Caracas, Venezuela - Havanna, Kuba - La Guardia, Spanyolország | - La Paz, Bolívia - Lima, Peru - Lisszabon, Portugália - Lugo, Spanyolország - Madrid, Spanyolország - Miami, USA - Managua, Nicaragua - Mexikóváros, Mexikó - Milánó, Olaszország - Montréal, Kanada | - Montevideo, Uruguay - New York, USA - New Jersey, USA - Peking, Kína - Port-au-Prince, Haiti - Port of Spain, Trinidad és Tobago - Quito, Ecuador - London, Egyesült Királyság - Panamaváros, Panama - Rabat, Marokkó | - Rio de Janeiro, Brazília - Rosario, Argentína (1998) - Santiago de Chile, Chile - São Paulo, Brazília - San José, Costa Rica - San Juan, Puerto Rico - San Salvador, El Salvador - Santa Cruz de Tenerife, Spanyolország - Sarasota, USA - Sucre, Bolívia - Tajpej, Tajvan |